# Banco Patagonia
O Banco Patagonia S.A. é um banco comercial sediado em Buenos Aires, Argentina. Com aproximadamente 752 mil clientes (2010), presta serviços principalmente a famílias e a pequenas e médias empresas, abrangendo todas as áreas de negócios e segmentos de mercado, incluindo pessoas físicas, jurídicas, comerciantes e gestão de folha de pagamento do governo.
O banco tem suas origens na década de 1970. Em 2010, o Banco do Brasil tornou-se seu sócio majoritário, com 51% das ações, posteriormente ampliando a participação. Em 2011, reportou possuir ativos de US$ 2,5 bilhões, sendo o sexto maior banco argentino.

## História

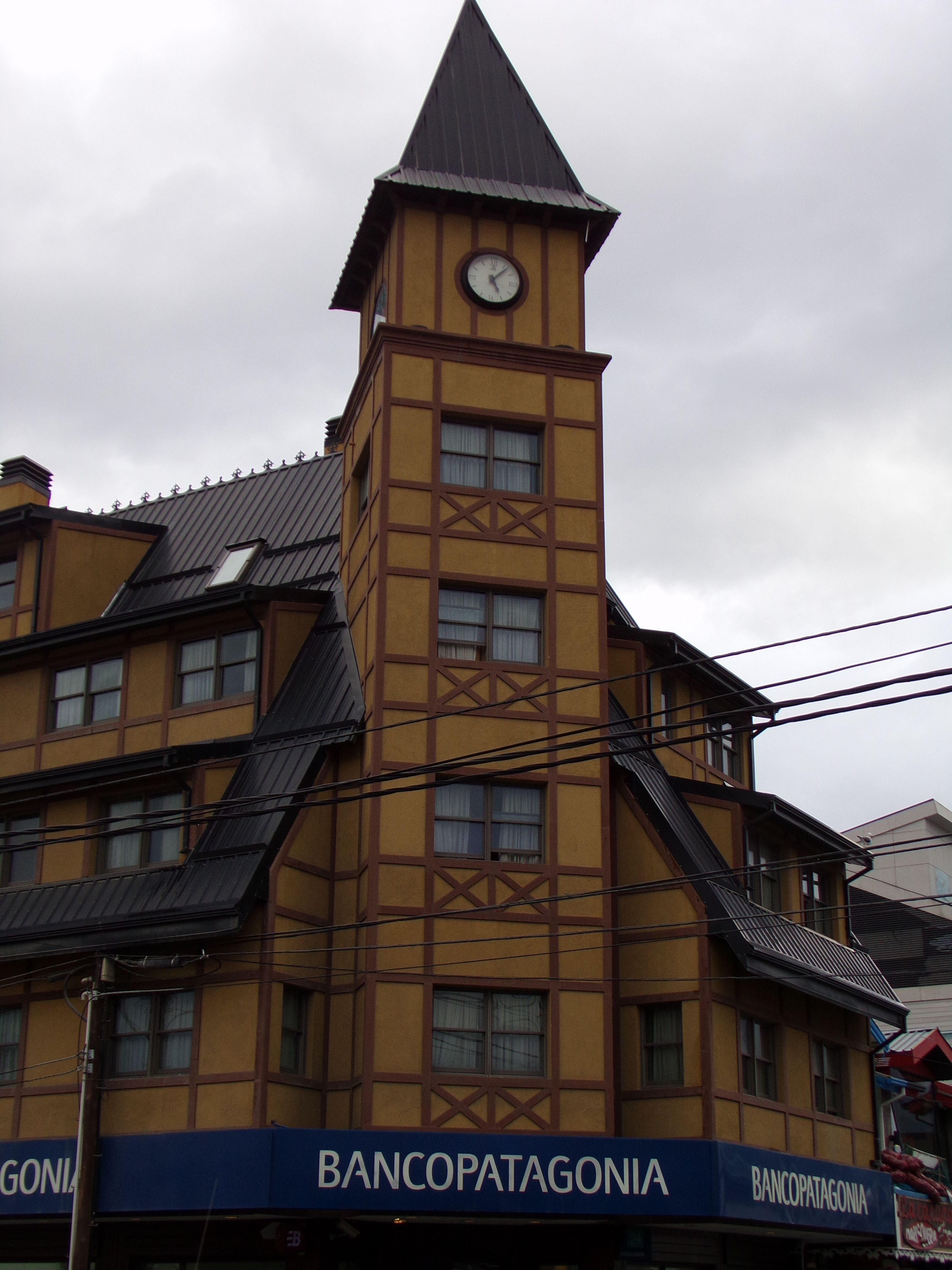
Filial em Ushuaia.

O Banco Patagonia tem sua origem no ano de 1976, quando o Cambio Mildesa foi criado por Jorge Stuart Milne, Ricardo Stuart e Emilio González. Nos anos seguintes, os acionistas expandiram seus negócios e compraram a Finagen Compañía Financiera, que se fundiu com o Cambio Mildesa e passou a se chamar Banco Mildesa. Em 1986, o Banco Mildesa adquiriu 85% do Banco de Río Negro. No ano seguinte, ambas as instituições bancárias também se fundiram, com o nome sendo alterado em 2000 para Banco Patagonia.
Em 2001, o Banco Patagonia iniciou suas atividades no Uruguai através de uma subsidiária. Em 2003, fundiu-se com o Banco Sudameris Argentina. Em 2004, incorporou ativos da sucursal argentina do Lloyds Bank. A instituição começou em 2007 a negociar seus títulos na BCBA e na Ibovespa, bolsas de valores da Argentina e do Brasil, respectivamente.
Em 2010, os acionistas majoritários da instituição, Jorge Suart Milne, Ricardo Suart Milne e Emilio Gonzáles Moreno, venderam 51% do capital social para o Banco do Brasil. No âmbito de um plano de internacionalização, o Banco do Brasil pagou US$ 479,66 milhões pelo negócio. Na época, era o sexto maior banco da Argentina, com um rol de aproximadamente 752 mil clientes, 154 agências e 2,6 mil empregados. Em 2011, tinha ativos de US$ 2,5 bilhões. Posteriormente, em 2018, o Banco do Brasil elevou sua participação no Banco Patagonia para 80,4% após adquirir ações de sócios minoritários, ao custo de US$ 202,375 milhões.

## Atuação

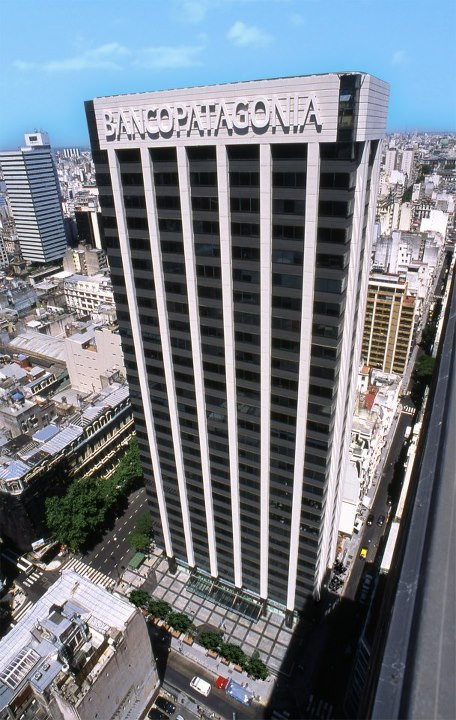
Torre La Buenos Aires, sede do Banco Patagonia, em Buenos Aires, Argentina

Em 2015, o Banco Patagonia informou contar com 174 sucursais em todas as províncias da Argentina. A maior quantidade estava localizada na Região de Buenos Aires, sendo 43 na capital (CABA) e 50 na província. Tinha sua sede principal a Torre La Buenos Aires, localizada na Avenida de Maio, capital federal.